# 동성중학교 (충북)
동성중학교(東星中學校)는 대한민국 충청북도 음성군 맹동면 동성리에 있는 공립 중학교이다.

## 학교 연혁
- 2011년 12월 1일 : 동성중학교 설립인가(21학급, 특수 1학급)
- 2014년 3월 1일 : 초대 양창목 교장 부임
- 2014년 3월 3일 : 제1회 신입생 입학(15명)
- 2015년 2월 13일 : 제1회 졸업 (5명)
- 2024년 1월 5일 : 제10회 졸업 (졸업생 누계 854명)
- 2024년 3월 4일 : 2024학년도 신입생 입학 181명
- 2024년 9월 1일 : 제6대 최정숙 교장 부임

## 참고 자료
- 동성중학교 - 한국교육학술정보원 학교알리미